# Ignacy Humiecki
Ignacy Humiecki herbu Junosza (zm. 4 stycznia 1751 roku) – stolnik koronny w latach 1738–1751, starosta bracławski w 1737 roku, starosta lisiatycki w 1736 roku.
Poseł województwa podolskiego na sejm nadzwyczajny pacyfikacyjny 1736 roku. Poseł na sejm 1744 roku z województwa podolskiego.
Odznaczony Orderem Orła Białego w 1748 roku.